# Обделка

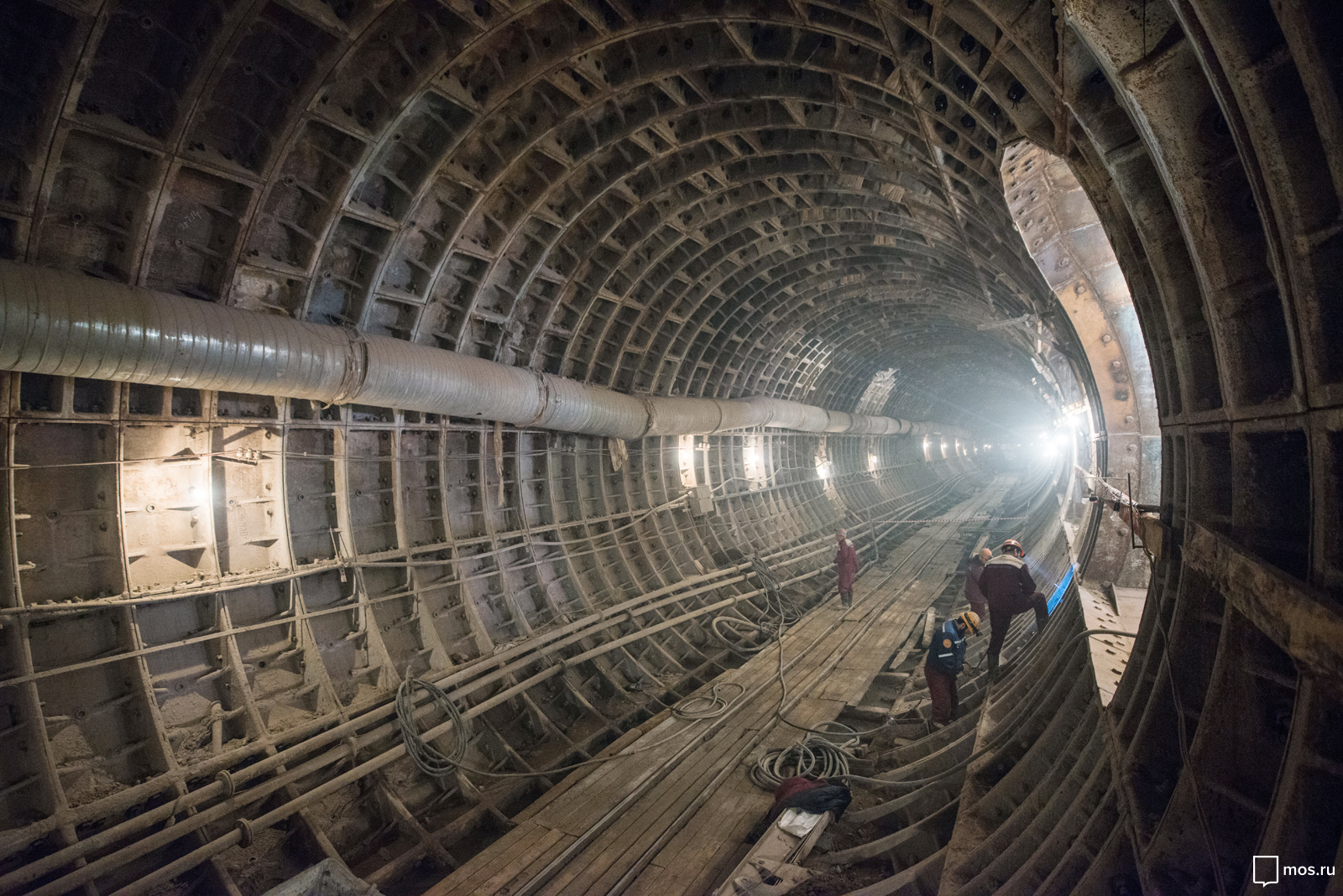
Тюбинговая обделка станции Савёловская БКЛ

Обде́лка (англ. Lining; нем. Verkleidung, нем. Verschalung; фр. Blindage, фр. Chemisage, фр. Coffrage; исп. Revestimiento, исп. Cubierta) — строительная конструкция, которая возводится вокруг горной выработки при строительстве подземного сооружения (различные тоннели, машинные залы гидростанций, газовые и нефтехранилища, станции метро и т. п.).
Предназначена для закрепления выработки, придания ей проектного вида, защиты от проникновения подземных вод, а также в целях дальнейшей защиты тоннеля от обрушений и смещений горных пород.

## Описание
Тоннельная обделка обычно состоит из следующих элементов:
- свод тоннеля;
- стены (прямые или выпуклые);
- лоток или обратный свод.

Различают следующие виды:
- монолитные (из набрызг-бетона, бетона, монолитно-прессованного бетона или железобетона);
- комбинированные (сборно-монолитные);
- сборные (из бетона, железобетона, чугуна или стали) тоннельные обделки.

Сборная тоннельная обделка выполняется из готовых заводских блоков, тюбингов или панелей.